# Persone di nome Fritz
| Questa pagina contiene informazioni ricavate automaticamente dalle voci biografiche con l'ausilio del template Bio e di un bot. L'aggiornamento è periodico e automatico e ricostruisce completamente la pagina. Se manca una persona in questa lista, sei pregato di non aggiungerla, ma accertati piuttosto che la sua voce biografica contenga il template Bio e che i dati anagrafici siano correttamente compilati. Se il template Bio manca, inseriscilo tu stesso o, in alternativa, metti l'avviso {{tmp\|Bio}} che ne segnala la mancanza. Se i dati riportati sono sbagliati, correggi direttamente la voce biografica; le modifiche saranno visibili in questa lista entro pochi giorni. Per chiarimenti vedi il progetto antroponimi. La lista contiene solo le 234 persone che sono citate nell'enciclopedia e per le quali è stato implementato correttamente il template Bio. Pagina aggiornata al 6 ago 2025. |

Questa è una lista di persone presenti nell'enciclopedia che hanno il nome Fritz, suddivise per attività principale.

## Allenatori di calcio(3)
- Fritz Korbach, allenatore di calcio tedesco (Diez, n. 1945 - Leeuwarden, † 2011)
- Fritz Ruchti, allenatore di calcio e calciatore svizzero
- Fritz Schmid, allenatore di calcio svizzero (Zurigo, n. 1959)

## Alpinisti(2)
- Fritz Bechtold, alpinista e ingegnere tedesco (Trostberg, n. 1901 - Trostberg, † 1961)
- Fritz Schmitt, alpinista, scrittore e editore tedesco (Reichersdorf, n. 1905 - Monaco di Baviera, † 1986)

## Architetti(4)
- Fritz Auer, architetto tedesco (Tubinga, n. 1933)
- Fritz August Breuhaus, architetto e stilista tedesco (Solingen, n. 1883 - Colonia, † 1960)
- Fritz Haller, architetto e designer svizzero (Soletta, n. 1924 - Berna, † 2012)
- Fritz Metzger, architetto svizzero (Winterthur, n. 1898 - Zurigo, † 1973)

## Assassini seriali(1)
- Fritz Haarmann, serial killer tedesco (Hannover, n. 1879 - Hannover, † 1925)

## Astronomi(1)
- Fritz Zwicky, astronomo svizzero (Varna, n. 1898 - Pasadena, † 1974)

## Attori(20)
- Fritz Achterberg, attore tedesco (Berlino, n. 1880 - Weimar)
- Fritz Alberti, attore e doppiatore tedesco (Hanau, n. 1877 - Berlino Ovest, † 1954)
- Fritz Eckhardt, attore, cabarettista e sceneggiatore austriaco (Linz, n. 1907 - Klosterneuburg, † 1995)
- Fritz Feld, attore tedesco (Berlino, n. 1900 - Los Angeles, † 1993)
- Fritz Genschow, attore, regista e produttore cinematografico tedesco (Berlino, n. 1905 - Berlino, † 1977)
- Fritz Grünbaum, attore, sceneggiatore e musicista austriaco (Brno, n. 1880 - campo di concentramento di Dachau, † 1941)
- Fritz Kampers, attore tedesco (Monaco di Baviera, n. 1891 - Garmisch-Partenkirchen, † 1950)
- Fritz Karl, attore austriaco (Gmunden, n. 1967)
- Fritz Kortner, attore, regista e sceneggiatore austriaco (Vienna, n. 1892 - Monaco di Baviera, † 1970)
- Fritz Reuter Leiber, attore statunitense (Chicago, n. 1882 - Los Angeles, † 1949)
- Fritz Muliar, attore, regista e attivista austriaco (Vienna, n. 1919 - Vienna, † 2009)
- Fritz Odemar, attore tedesco (Hannover, n. 1890 - Monaco di Baviera, † 1955)
- Fritz Rasp, attore tedesco (Bayreuth, n. 1891 - Gräfelfing, † 1976)
- Fritz Schade, attore statunitense (Berlino, n. 1880 - Los Angeles, † 1926)
- Fritz Schulz, attore, regista e cantante tedesco (Karlsbad, n. 1896 - Zurigo, † 1972)
- Fritz Sperberg, attore statunitense (Texas, n. 1951)
- Fritz Spira, attore e cantante austriaco (Vienna, n. 1877 - Ruma, † 1943)
- Fritz Weaver, attore statunitense (Pittsburgh, n. 1926 - New York, † 2016)
- Fritz Wendhausen, attore, sceneggiatore e regista tedesco (Wendhausen, n. 1890 - Königstein im Taunus, † 1962)
- Fritz Wepper, attore tedesco (Monaco di Baviera, n. 1941 - Monaco di Baviera, † 2024)

## Aviatori(1)
- Fritz Tegtmeier, aviatore tedesco (Stemwede, n. 1917 - Greven, † 1999)

## Batteristi(1)
- Fritz Randow, batterista tedesco (Braunschweig, n. 1952)

## Biochimici(1)
- Fritz Albert Lipmann, biochimico tedesco (Königsberg, n. 1899 - Poughkeepsie, † 1986)

## Biologi(1)
- Fritz Schaudinn, biologo tedesco (Röseningken, n. 1871 - Amburgo, † 1906)

## Bobbisti(5)
- Fritz Feierabend, bobbista svizzero (Engelberg, n. 1908 - Stans, † 1978)
- Fritz Grau, bobbista tedesco (Friedrichshagen, n. 1894 - Poznań, † 1945)
- Fritz Lüdi, bobbista svizzero (Uster, n. 1936)
- Fritz Ohlwärter, bobbista tedesco (Rosenheim, n. 1948)
- Fritz Sperling, bobbista austriaco (Innsbruck, n. 1945 - † 2022)

## Botanici(1)
- Fritz Noll, botanico tedesco (Francoforte sul Meno, n. 1858 - Halle, † 1908)

## Calciatori(36)
- Fritz Altmeyer, calciatore tedesco (n. 1928 - † 2013)
- Fritz Amundsen, calciatore norvegese (n. 1902 - † 1972)
- Fritz André, ex calciatore haitiano (Port-au-Prince, n. 1946)
- Fritz Bache, calciatore tedesco (Berlino, n. 1898 - † 1959)
- Fritz Balogh, calciatore tedesco (Bratislava, n. 1920 - † 1951)
- Fritz Baumgarten, calciatore tedesco (Berlino, n. 1886 - † 1961)
- Fritz Becker, calciatore tedesco (Francoforte sul Meno, n. 1888 - † 1963)
- Charles Brommesson, calciatore svedese (n. 1903 - † 1978)
- Fritz Carlsson, calciatore svedese (Eskilstuna, n. 1893 - Eskilstuna, † 1966)
- Fritz Deike, calciatore tedesco (Vienenburg, n. 1913 - Hannover, † 1973)
- Fritz Dettelmaier, calciatore austriaco (n. 1884 - † 1913)
- Fritz Eiberle, calciatore tedesco (Würzburg, n. 1904 - † 1987)
- Fritz Emeran, ex calciatore ruandese (Les Abymes, n. 1976)
- Fritz Ewert, calciatore tedesco (Düsseldorf, n. 1937 - † 1990)
- Fritz Förderer, calciatore tedesco (Karlsruhe, n. 1888 - Weimar, † 1952)
- Fritz Fürst, calciatore tedesco (Monaco di Baviera, n. 1891 - † 1954)
- Fritz Grüneisen, calciatore svizzero (n. 1906 - Basilea, † 1970)
- Fritz Herkenrath, calciatore tedesco (Colonia, n. 1928 - † 2016)
- Fritz Kominek, calciatore austriaco (Vienna, n. 1927 - Vienna, † 2002)
- Fritz Kreutzer, calciatore e allenatore di calcio austriaco (Vienna, n. 1895)
- Fritz Kristoffersen, calciatore norvegese (n. 1917 - † 2005)
- Fritz Künzli, calciatore svizzero (Glarona, n. 1946 - Zurigo, † 2019)
- Fritz Leandré, calciatore haitiano (n. 1948 - † 2005)
- Fritz Machate, calciatore e allenatore di calcio tedesco (n. 1916 - † 1999)
- Fritz Morf, calciatore svizzero (Burgdorf, n. 1928 - Burgdorf, † 2011)
- Fritz Pott, calciatore tedesco (Colonia, n. 1939 - Colonia, † 2015)
- Fritz Retter, calciatore tedesco (n. 1896 - † 1965)
- Fritz Ruchay, calciatore tedesco (Biała Piska, n. 1909 - † 2000)
- Fritz Schnürle, calciatore tedesco (n. 1898 - † 1937)
- Fritz Schulz, calciatore tedesco (Berlino, n. 1886 - † 1918)
- Fritz Semb-Thorstvedt, calciatore norvegese (Hedrum, n. 1892 - † 1975)
- Fritz Szepan, calciatore e allenatore di calcio tedesco (Gelsenkirchen, n. 1907 - Gelsenkirchen, † 1974)
- Fritz Tarp, calciatore danese (Ringsted, n. 1899 - Frederiksberg, † 1958)
- Fritz Wagner, calciatore svizzero (n. 1913 - Küsnacht, † 1987)
- Fritz Walter, ex calciatore tedesco (Mannheim, n. 1960)
- Fritz Wetzel, calciatore tedesco (n. 1894 - † 1982)

## Canoisti(1)
- Fritz Briel, canoista tedesco (Düsseldorf, n. 1934 - Düsseldorf, † 2017)

## Cavalieri(2)
- Fritz Ligges, cavaliere tedesco (n. 1938 - † 1996)
- Fritz Thiedemann, cavaliere tedesco (n. 1918 - † 2000)

## Cestisti(1)
- Thomas Nordgren, ex cestista svedese (Solna, n. 1956)

## Chimici(6)
- Fritz Haber, chimico tedesco (Breslavia, n. 1868 - Basilea, † 1934)
- Fritz Klatte, chimico tedesco (n. 1880 - † 1934)
- Fritz Pregl, chimico e fisiologo sloveno (Lubiana, n. 1869 - Graz, † 1930)
- Fritz Strassmann, chimico tedesco (Boppard, n. 1902 - Magonza, † 1980)
- Fritz Ullmann, chimico tedesco (Fürth, n. 1875 - Ginevra, † 1939)
- Fritz Vögtle, chimico tedesco (Ehingen, n. 1939 - † 2017)

## Chirurghi(1)
- Fritz de Quervain, chirurgo svizzero (Sion, n. 1868 - † 1940)

## Ciclisti su strada(3)
- Fritz Diederichs, ciclista su strada tedesco (Dortmund, n. 1912 - Dortmund, † 2001)
- Fritz Scheller, ciclista su strada tedesco (Norimberga, n. 1914 - Roßtal, † 1997)
- Fritz Stocker, ciclista su strada e pistard svizzero (Zurigo, n. 1920 - Zurigo, † 2007)

## Combinatisti nordici(1)
- Fritz Koch, ex combinatista nordico e saltatore con gli sci austriaco (Villach, n. 1956)

## Compositori(1)
- Fritz Brun, compositore e direttore d'orchestra svizzero (Lucerna, n. 1878 - Grosshöchstetten, † 1959)

## Diplomatici(1)
- Fritz Kolbe, diplomatico tedesco (Berlino, n. 1900 - Berna, † 1971)

## Direttori d'orchestra(4)
- Fritz Busch, direttore d'orchestra tedesco (Siegen, n. 1890 - Londra, † 1951)
- Fritz Münch, direttore d'orchestra francese (Strasburgo, n. 1890 - Niederbronn-les-Bains, † 1970)
- Fritz Reiner, direttore d'orchestra ungherese (Budapest, n. 1888 - New York, † 1963)
- Fritz Stein, direttore d'orchestra, musicologo e filosofo tedesco (Gerlachsheim, n. 1879 - Berlino, † 1961)

## Direttori della fotografia(1)
- Fritz Arno Wagner, direttore della fotografia tedesco (Schmiedefeld, n. 1884 - Gottinga, † 1958)

## Disc jockey(1)
- Fritz Kalkbrenner, disc jockey e musicista tedesco (Berlino, n. 1981)

## Divulgatori scientifici(1)
- Fritz Kahn, divulgatore scientifico e saggista tedesco (Halle, n. 1888 - Locarno, † 1968)

## Economisti(2)
- Fritz Jean, economista, politico e scrittore haitiano (Cap-Haïtien, n. 1956)
- Fritz Machlup, economista austriaco (Wiener Neustadt, n. 1902 - Princeton, † 1983)

## Editori(1)
- Fritz Helmut Landshoff, editore tedesco (Berlino, n. 1901 - Haarlem, † 1988)

## Etnologi(1)
- Fritz Graebner, etnologo tedesco (Berlino, n. 1877 - Berlino, † 1934)

## Filologi(3)
- Fritz Bornmann, filologo classico italiano (Bologna, n. 1929 - Firenze, † 1997)
- Fritz Graf, filologo classico svizzero (Amriswil, n. 1944)
- Fritz Schöll, filologo classico tedesco (Weimar, n. 1850 - Rottweil, † 1919)

## Filosofi(1)
- Fritz Mauthner, filosofo e scrittore austro-ungarico (Horschitz, n. 1849 - Meersburg, † 1923)

## Fisici(1)
- Walther Meissner, fisico tedesco (Berlino, n. 1882 - Monaco di Baviera, † 1974)

## Fotografi(1)
- Gunter Sachs, fotografo, imprenditore e astrologo tedesco (Schweinfurt, n. 1932 - Gstaad, † 2011)

## Generali(8)
- Fritz Bayerlein, generale tedesco (Würzburg, n. 1899 - Würzburg, † 1970)
- Fritz von Below, generale tedesco (Danzica, n. 1853 - Weimar, † 1918)
- Fritz Benicke, generale tedesco (Charlottenburg, n. 1894 - Starnberg, † 1975)
- Erich Fellgiebel, generale tedesco (Pöpelwitz, n. 1886 - Berlino, † 1944)
- Fritz Freitag, generale tedesco (Olsztyn, n. 1894 - Graz, † 1945)
- Fritz Kraemer, generale tedesco (Stettino, n. 1900 - Höxter, † 1959)
- Fritz Schlieper, generale tedesco (Koldromb, n. 1892 - Heidelberg, † 1977)
- Fritz Witt, generale tedesco (Hohenlimburg, n. 1908 - Venoix, † 1944)

## Geologi(1)
- Fritz Müller, geologo svizzero (Sünikon, n. 1926 - Ghiacciaio del Rodano, † 1980)

## Ginnasti(2)
- Fritz Sauer, ginnasta tedesco (n. 1872)
- Gustav Schuft, ginnasta tedesco (Berlino, n. 1878 - Cottbus, † 1948)

## Giornalisti(1)
- Fritz Fischer, giornalista tedesco (Ludwigsstadt, n. 1908 - Amburgo, † 1999)

## Giuristi(3)
- Fritz Bauer, giurista tedesco (Stoccarda, n. 1903 - Francoforte sul Meno, † 1968)
- Fritz Pringsheim, giurista tedesco (Hünern, n. 1882 - Friburgo in Brisgovia, † 1967)
- Fritz Schulz, giurista tedesco (Bolesławiec, n. 1879 - Oxford, † 1957)

## Illustratori(1)
- Fritz Mühlbrecht, illustratore e pittore tedesco (Berlino, n. 1880 - Berlino)

## Imprenditori(4)
- Fritz Hoffmann-La Roche, imprenditore svizzero (Basilea, n. 1868 - Basilea, † 1920)
- Fritz Mandl, imprenditore austriaco (Vienna, n. 1900 - Vienna, † 1977)
- Fritz Ludwig Neumeyer, imprenditore tedesco (Egloffstein, n. 1875 - Norimberga, † 1935)
- Fritz Walther, imprenditore e inventore tedesco (Zella St.Blasii, n. 1889 - Zella St.Blasii, † 1966)

## Ingegneri(7)
- Fritz Gosslau, ingegnere tedesco (Berlino, n. 1898 - Grünwald, † 1965)
- Victor Hasselblad, ingegnere e inventore svedese (Göteborg, n. 1906 - † 1978)
- Fritz Leonhardt, ingegnere tedesco (Stoccarda, n. 1909 - Stoccarda, † 1999)
- Fritz Nallinger, ingegnere tedesco (Esslingen am Neckar, n. 1898 - Stoccarda, † 1984)
- Fritz von Opel, ingegnere, aviatore e progettista tedesco (Rüsselsheim am Main, n. 1899 - Samedan, † 1971)
- Fritz Thiel, ingegnere tedesco (Polkowice, n. 1916 - Berlino, † 1943)
- Fritz Todt, ingegnere e generale tedesco (Pforzheim, n. 1891 - Rastenburg, † 1942)

## Inventori(1)
- Fritz Kaftanski, inventore e imprenditore francese (Essen, n. 1899 - Tours, † 1988)

## Lottatori(3)
- Fritz Bräun, lottatore e sollevatore tedesco (Fürth, n. 1903 - Idar-Oberstein, † 1982)
- Fritz Hagmann, lottatore svizzero (n. 1901 - † 1974)
- Fritz Stöckli, lottatore e bobbista svizzero (n. 1916 - Zurigo, † 1968)

## Medaglisti(1)
- Fritz Ulysse Landry, medaglista svizzero (Le Locle, n. 1842 - Neuchâtel, † 1927)

## Medici(2)
- Fritz Brupbacher, medico e scrittore svizzero (Zurigo, n. 1874 - Zurigo, † 1945)
- Fritz Lickint, medico tedesco (Lipsia, n. 1898 - Heidelberg, † 1960)

## Mezzofondisti(1)
- Fritz Schilgen, mezzofondista tedesco (Kronberg im Taunus, n. 1906 - Kronberg im Taunus, † 2005)

## Militari(14)
- Fritz Otto Bernert, militare e aviatore tedesco (Racibórz, n. 1893 - Racibórz, † 1918)
- Fritz Dietrich, militare tedesco (Lavarone, n. 1898 - Landsberg am Lech, † 1948)
- Fritz Julius Hintze, militare tedesco (Medingen, n. 1901 - Mare del Nord, † 1943)
- Fritz Höhn, militare e aviatore tedesco (Wiesbaden, n. 1896 - Saint-Martin-l'Heureux, † 1918)
- Fritz Jacobsen, militare e aviatore tedesco (Charlottenburg, n. 1894 - Norimberga, † 1981)
- Fritz Katzmann, militare tedesco (Langendreer, n. 1906 - Darmstadt, † 1957)
- Fritz Klingenberg, militare e docente tedesco (Rövershagen, n. 1912 - Herxheim, † 1945)
- Fritz Knöchlein, militare tedesco (Monaco di Baviera, n. 1911 - Hameln, † 1949)
- Fritz Neidholdt, militare tedesco (Sankt Kilian, n. 1887 - Belgrado, † 1947)
- Fritz Schmedes, militare tedesco (Schwarme, n. 1894 - Springe, † 1952)
- Fritz Schmidt, militare tedesco (Eibau, n. 1906 - Germania Ovest, † 1982)
- Fritz Thiele, ufficiale tedesco (Berlino, n. 1897 - Berlino, † 1944)
- Fritz Tornow, militare tedesco (Berlino, n. 1924 - Gelsenkirchen)
- Fritz Vogt, militare tedesco (Monaco di Baviera, n. 1918 - Fürstenfeld, † 1945)

## Nobili(1)
- Fritz di Brandeburgo, nobile tedesco

## Nuotatori(2)
- Erich Rademacher, nuotatore e pallanuotista tedesco (Magdeburgo, n. 1901 - Stoccarda, † 1979)
- Fritz Zwazl, ex nuotatore austriaco (n. 1926)

## Odontoiatri(1)
- Fritz Pfeffer, odontoiatra tedesco (Gießen, n. 1889 - Campo di concentramento di Neuengamme, † 1944)

## Organisti(1)
- Fritz Heitmann, organista tedesco (Ochsenwerden, n. 1891 - Berlino, † 1953)

## Orientalisti(1)
- Fritz Hommel, orientalista tedesco (Ansbach, n. 1854 - Monaco di Baviera, † 1936)

## Pallamanisti(1)
- Fritz Fromm, pallamanista tedesco (Hannover, n. 1913 - Hannover, † 2001)

## Pallanuotisti(3)
- Itze Gunst, pallanuotista tedesco (Hannover, n. 1908 - Hannover, † 1992)
- Fritz Scheider, pallanuotista tedesco
- Fritz Stolze, pallanuotista tedesco (Hannover, n. 1910 - Hannover, † 1972)

## Piloti motociclistici(1)
- Fritz Scheidegger, pilota motociclistico svizzero (Langenthal, n. 1930 - Kirby Mallory, † 1967)

## Pittori(8)
- Eduard Agricola, pittore tedesco (Berlino, n. 1800 - Karlsruhe, † 1877)
- Fritz Erler, pittore, grafico e scenografo tedesco (Frankenstein, n. 1868 - Monaco di Baviera, † 1940)
- Fritz Harnest, pittore e grafico tedesco (Monaco di Baviera, n. 1905 - Traunstein, † 1999)
- Fritz L'Allemand, pittore austriaco (Hanau, n. 1812 - Vienna, † 1866)
- Fritz Osswald, pittore svizzero (Zurigo, n. 1878 - Starnberg, † 1966)
- Fritz Winter, pittore tedesco (Bönen, n. 1905 - Herrsching, † 1976)
- Fritz Zuber-Bühler, pittore svizzero (Le Locle, n. 1822 - Parigi, † 1896)
- Fritz von Uhde, pittore tedesco (Wolkenburg, n. 1848 - Monaco di Baviera, † 1911)

## Politici(9)
- Fritz Bélizaire, politico haitiano
- Fritz Hellwig, politico tedesco (Saarbrücken, n. 1912 - † 2017)
- Fritz Honegger, politico svizzero (Hauptwil, n. 1917 - Zurigo, † 1999)
- Fritz Kuhn, politico tedesco (Bad Mergentheim, n. 1955)
- Fritz Julius Kuhn, politico tedesco (Monaco di Baviera, n. 1896 - Monaco di Baviera, † 1951)
- Fritz Reinhardt, politico tedesco (Ilmenau, n. 1895 - Ratisbona, † 1969)
- Fritz Schmidt, politico tedesco (Eisbergen, n. 1903 - Chartres, † 1943)
- Fritz Schäffer, politico tedesco (Monaco di Baviera, n. 1888 - Berchtesgaden, † 1967)
- Fritz Günther von Tschirschky, politico tedesco (Gut Kobelau, n. 1900 - Monaco di Baviera, † 1980)

## Psicologi(1)
- Fritz Heider, psicologo austriaco (Vienna, n. 1896 - Lawrence, † 1988)

## Psicoterapeuti(1)
- Fritz Perls, psicoterapeuta tedesco (Berlino, n. 1893 - Chicago, † 1970)

## Pugili(1)
- Fritz Chervet, pugile svizzero (Berna, n. 1942 - Morat, † 2020)

## Registi(4)
- Fritz Freisler, regista e sceneggiatore austriaco (Trübau, n. 1881 - Vienna, † 1955)
- Fritz Hippler, regista tedesco (Berlino, n. 1909 - Berchtesgaden, † 2002)
- Fritz Kaufmann, regista e sceneggiatore tedesco (Berlino, n. 1889 - San Juan, † 1957)
- Fritz Lang, regista, sceneggiatore e scrittore austriaco (Vienna, n. 1890 - Beverly Hills, † 1976)

## Rugbisti a 15(1)
- Fritz Müller, rugbista a 15 tedesco

## Saltatori con gli sci(1)
- Fritz Kaufmann, saltatore con gli sci svizzero (Grindelwald, n. 1905 - † 1941)

## Scacchisti(2)
- Fritz Englund, scacchista svedese (Västervik, n. 1871 - † 1933)
- Fritz Riemann, scacchista tedesco (Schweidnitz, n. 1859 - Erfurt, † 1932)

## Sciatori alpini(3)
- Fritz Dopfer, ex sciatore alpino austriaco (Innsbruck, n. 1987)
- Fritz Strobl, ex sciatore alpino austriaco (Lienz, n. 1972)
- Fritz Wagnerberger, sciatore alpino, allenatore di sci alpino e dirigente sportivo tedesco (Traunstein, n. 1937 - Traunstein, † 2010)

## Scrittori(11)
- Fritz Oswald Bilse, scrittore e drammaturgo tedesco (Kirn, n. 1878 - Eberswalde, † 1951)
- Fritz Erpenbeck, scrittore e attore tedesco (Magonza, n. 1897 - Berlino, † 1975)
- Fritz Rudolf Fries, scrittore e traduttore tedesco (Bilbao, n. 1935 - Petershagen/Eggersdorf, † 2014)
- Fritz Hochwälder, scrittore e drammaturgo austriaco (Vienna, n. 1911 - † 1986)
- Fritz Leiber, scrittore statunitense (Chicago, n. 1910 - San Francisco, † 1992)
- Göran Lundin, scrittore e editore svedese (n. 1950)
- Fritz Reuter, scrittore tedesco (Stavenhagen, n. 1810 - Eisenach, † 1874)
- Fritz Springmeier, scrittore statunitense (Portland, n. 1955)
- Fritz von Unruh, scrittore e drammaturgo tedesco (Coblenza, n. 1885 - Diez, † 1970)
- Fritz Zorn, scrittore svizzero (Meilen, n. 1944 - Zurigo, † 1976)
- Fritz von Herzmanovsky-Orlando, scrittore e disegnatore austriaco (Vienna, n. 1877 - Merano, † 1954)

## Scultori(4)
- Fritz Cremer, scultore e grafico tedesco (Arnsberg, n. 1906 - Berlino, † 1993)
- Fritz Koenig, scultore tedesco (Würzburg, n. 1924 - Landshut, † 2017)
- Fritz Røed, scultore norvegese (Bryne, n. 1928 - † 2002)
- Fritz Wotruba, scultore e pittore austriaco (Vienna, n. 1907 - Vienna, † 1975)

## Siepisti(1)
- Erik Elmsäter, siepista svedese (Stoccolma, n. 1919 - Stoccolma, † 2006)

## Slittinisti(2)
- Fritz Isser, ex slittinista e ex bobbista austriaco (Matrei in Osttirol, n. 1932)
- Fritz Nachmann, ex slittinista tedesco occidentale (Kreuth, n. 1929)

## Sollevatori(1)
- Fritz Haller, sollevatore austriaco (n. 1905 - † 1961)

## Storici(2)
- Fritz Gause, storico e archivista tedesco (Königsberg, n. 1893 - Essen, † 1973)
- Fritz Stern, storico tedesco (Breslavia, n. 1926 - New York, † 2016)

## Storici dell'arte(2)
- Fritz Löffler, storico dell'arte tedesco (Dresda, n. 1899 - Dresda, † 1988)
- Fritz Saxl, storico dell'arte austriaco (Vienna, n. 1890 - Dulwich, † 1948)

## Tastieristi(1)
- Fritz McIntyre, tastierista britannico (Birmingham, n. 1958 - † 2021)

## Tennisti(2)
- Fritz Buehning, ex tennista statunitense (Summit, n. 1960)
- Felix Pipes, tennista austriaco (Praga, n. 1887 - Seattle, † 1983)

## Tenori(1)
- Fritz Wunderlich, tenore tedesco (Kusel, n. 1930 - Heidelberg, † 1966)

## Tiratori a segno(1)
- Fritz Zulauf, tiratore a segno svizzero (n. 1893 - Zurigo, † 1941)

## Tuffatori(1)
- Fritz Enskat, tuffatore tedesco (Neustadt an der Donau, n. 1939 - Clausthal-Zellerfeld, † 2023)

## Vescovi cattolici(1)
- Fritz Lobinger, vescovo cattolico e missionario tedesco (Passavia, n. 1929 - Mariannhill, † 2025)

## Senza attività specificata(2)
- Fritz Erbe, tedesco (Herda - Eisenach, † 1548)
- Fritz Wolf, grafico tedesco (Mülheim an der Ruhr, n. 1918 - Bad Rothenfelde, † 2001)